# Čimelice

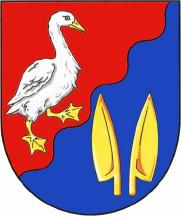
Čimelices vapen.

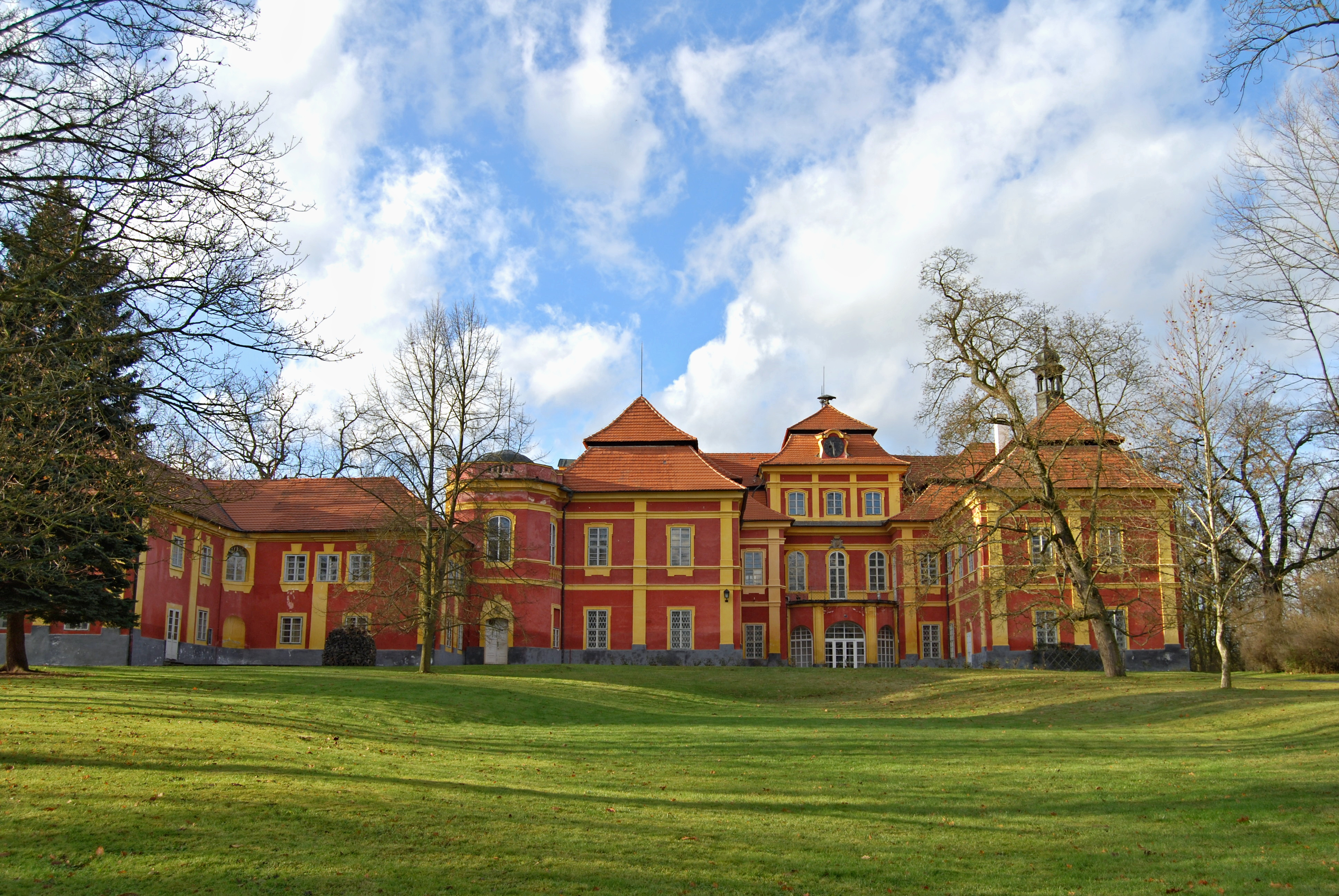
Čimelices slott.

Čimelice är en by i distriktet Písek i den tjeckiska administrativa regionen Södra Böhmen. Čimelice, som för första gången nämns i ett dokument från år 1405, hade 979 invånare år 2013.
Čimelices slott är en av sevärdheterna.